# Безумство (фільм, 1972)
«Безумство» (англ. Frenzy) — американський трилер режисера Альфреда Гічкока 1972 року.

## Сюжет
Річард Блені звинувачується в скоєні серії вбивств жінок, які знайдені задушеними чоловічими краватками. Підозра падає на нього після того, як виявлені тіла його колишньої дружини і подруги. Справа здається настільки очевидною, що поліції не складає труднощів отримати ордер на арешт Блені. Однак після того як Річарда засудили до тюремного ув'язнення терміном на 25 років, інспектор Оксфорд, який проводив розслідування, починає сумніватися в його винності і продовжує пошуки вбивці…

## У ролях
- Джон Фінч — Річард Блейні
- Баррі Фостер — Роберт Раск
- Алек Маккоуен — інспектор Оксфорд
- Анна Мессі — Бебс Мілліган
- Барбара Лі-Хант — Бренда Маргарет Блейні
- Біллі Вайтлоу — Гетті Портер
- Вів'єн Мерчант — місіс Оксфорд
- Бернард Кріббінс — Фелікс Форсайт
- Майкл Бейтс — сержант Спірман
- Джин Марш — Моніка Барлінг
- Клайв Сміт — Джонні Портер

## Робота над фільмом
Фільм знімався з серпня по жовтень 1971 року. Зйомки проводилися в павільйоні студії Pinewood у Великій Британії і на натурі в Лондоні (Ковент-Гарден, Оксфорд-стріт). Гічкок пропонував Володимиру Набокову написати сценарій для цього фільму, але Набоков відмовився. В результаті сценарій написав Ентоні Шаффер.
Камео Альфреда Гічкока — стоїть у натовпі слухачів, єдиний, хто не аплодує оратору, який розказує про забруднення Темзи і необхідність її очищення. Незабаром з'являється знову, коли до берега прибиває труп жінки.
Був виготовлений манекен з точною копією голови Гічкока, але ця задумка не була реалізована, а манекен використовувався для зйомок рекламного трейлера фільму.

## Нагороди і номінації
- 1972 — фільм потрапив в десятку найкращих фільмів за версією Національної ради кінокритиків США.
- 1973 — чотири номінації на премію «Золотий глобус»: найкращий фільм — драма, найкращий режисер (Альфред Гічкок), найкращий сценарій (Ентоні Шаффер) і найкраща оригінальна музика (Рон Гудвін).
- 1973 — номінація на премію Едгара Аллана По за найкращий художній фільм (Ентоні Шаффер).